# Adolf von Scheurl
Christoph Gottlieb Adolf Freiherr Scheurl von Defersdorf, född 7 januari 1811 i Nürnberg, död där 23 januari 1893, var en tysk jurist.
Scheurl blev 1834 juris doktor, 1836 privatdocent i Erlangen, 1840 extra ordinarie professor, 1845 ordinarie professor där. Han var 1845–49 ledamot av bayerska andra kammaren och 1865–84 av generalsynoden. Han debuterade som författare inom romersk rätt, Anleitung zum Studium des Römischen Civilprozesses (1855), Beiträge zur Bearbeitung des römischen Rechts (I–II, 1852–54 och 1871), Weitere Beiträge (I–II, 1884–86), Lehrbuch der Institutionen (1850, åttonde upplagan 1883), förutom en del mindre arbeten, tidskriftsartiklar och dylikt. 
Scheurls politisk-praktiska verksamhet ledde honom in på studier inom kyrkorätt och kyrkoförfattning, som han behandlade i en rad skrifter utifrån en rent evangelisk utgångspunkt, således bland annat Zur Lehre vom Kirchenregiment (1862), Bekenntnisskirche und Landeskirche (1868), Sammlung kirchenrechtlicher Abhandlungen (I–IV, 1872–73), Die Entwicklung des kirchlichen Eheschliessungsrechts (1877) och det viktiga Das gemeine deutsche Eherecht und seine Umbildung durch das Reichsgesetz vom 6. Februar 1875 (1882). Från 1858 medutgivare var han av "Zeitschrift für Protestantismus und Kirche".